# Điều ước Nam Kinh
Hiệp ước Nam Kinh (Trung văn phồn thể: 南京條約; Trung văn giản thể: 南京条约), tên đầy đủ gọi là Hiệp ước Hòa bình, Hữu nghị và Thương mại giữa Nữ vương của Vương quốc Anh và Ireland và Hoàng đế của Trung Hoa, đã được ký kết vào ngày 29 tháng 8 năm 1842 đánh dấu sự kết thúc của chiến tranh nha phiến lần thứ nhất (1839-1842) giữa Vương quốc Liên hiệp Anh, Ireland và nhà Thanh của Trung Quốc. Đây là điều ước bất bình đẳng đầu tiên của Trung Quốc, do phía Anh không có nghĩa vụ đối ứng.
Với sự thất bại quân sự của Trung Quốc, các tàu chiến của Anh có đủ khả năng và sẵn sàng để tấn công các thành phố quan trọng của Trung Quốc. Các đại diện của Anh và nhà Thanh do đó đã đi đến đàm phán trên tàu HMS Cornwallis neo ở Nam Kinh. Ngày 29 tháng 8 năm 1842, đại diện của Anh Sir Henry Pottinger và đại diện nhà Thanh, Kỳ Anh, Y Lý Bố, và Niujian, chính thức ký kết hiệp ước. Hiệp ước gồm mười chương và được phê chuẩn bởi Nữ vương Victoria và hoàng đế Đạo Quang sau khi trao đổi trong chín tháng.

## Bối cảnh
Dự thảo đầu tiên cho các điều khoản của hiệp ước đã được chuẩn bị tại văn phòng Đối ngoại ở Luân Đôn vào tháng 2 năm 1840. Văn phòng Đối ngoại nhận thức được rằng việc chuẩn bị một hiệp ước được viết bằng tiếng Trung và Anh sẽ cần được xem xét. Vì khoảng cách xa xôi, chính phủ Anh nhận ra rằng cần phải linh hoạt điều chỉnh các quy định về thủ tục trong việc chuẩn bị các điều khoản.